# Jennifer Hermoso
Jennifer Hermoso Fuentes (Madrid, 9 maggio 1990) è una calciatrice spagnola, centrocampista o attaccante del Tigres UANL e della nazionale spagnola, di cui è primatista di reti.
A livello di club ha giocato in tre diversi campionati nazionali: quello spagnolo (dove conquista sei titoli di campione di Spagna con tre diverse società, più tre Coppe della Regina), quello svedese (collezionando un secondo posto in campionato nel 2013 con il Tyresö FF) e quello francese (dove con il Paris Saint-Germain Football Club ottiene il secondo posto in campionato e la Coppa di Francia).
Nel 2021 vince la UEFA Women's Champions League con il Barcellona, e contestualmente vince la sua prima Champions League, chiudendo da migliore marcatrice della competizione, così laureandosi come prima calciatrice spagnola e prima calciatrice blaugrana a riuscire a vincere la classifica marcatrici della Women's Champions League.
Veste inoltre la maglia nella nazionale sia a livello giovanile che in quella maggiore, ottenendo con quest'ultima i primi trofei internazionali per la squadra spagnola: l'Algarve Cup nel 2017, la Cyprus Cup nel 2018 e il campionato mondiale 2023.

## Carriera

### Club
Hermoso si avvicina al calcio fin dalla giovane età, indossando la maglia dello Xuventú Aguiño dal 2001 al 2005. Appena dodicenne, incoraggiata dal nonno a fare dei provini per l'Atlético Madrid, che come portiere indossò in gioventù la maglia del club madrileno, nel 2005 viene accettata, iniziando a giocare nelle sue formazioni giovanili. Dall'anno successivo è inserita in rosa con la prima squadra che disputa la Superliga, l'allora denominazione del primo livello del campionato spagnolo femminile di calcio, siglando la sua prima rete contro L'Estartit.

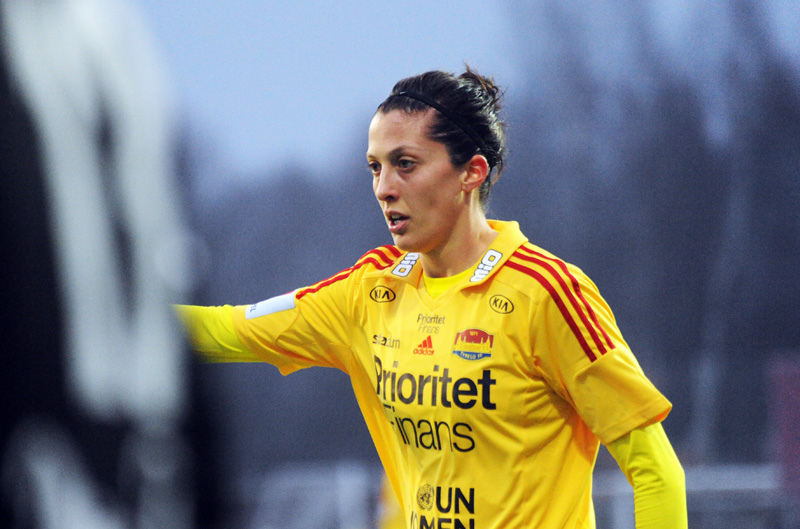
Hermoso con la maglia del nell'aprile 2013.

Durante la stagione 2006-2007 in campionato la squadra riesce a rimanere nelle posizioni di centro classifica, raggiungendo un'agevole salvezza, mentre in Coppa della Regina viene eliminata ai quarti di finale. Hermoso rimane legata all'Atlético Madrid per altre tre stagioni, ottenendo come migliore prestazione in campionato il quarto posto nella stagione 2009-2010.
Nell'estate 2010 si trasferisce alle campionesse in carica del Rayo Vallecano, facendo il suo debutto con la maglia del nuovo club il 20 settembre, in occasione dell'incontro di andata dei sedicesimi di finale della UEFA Women's Champions League 2010-2011 vinto sulle islandesi del Valur e dove al 59' segna la rete che fissa sul 3-0 il risultato per le spagnole.; dopo aver ottenuto il passaggio del turno, la sua squadra venne poi eliminata agli ottavi dalle inglesi dell'Arsenal. Al termine di quella stagione festeggia con le compagne la conquista del terzo titolo di Campione di Spagna, siglando una rete sia nella finale di andata che, quella decisiva, in quella di ritorno, dove al 70' fissa sul 2-1 il risultato sulle avversarie dell'Espanyol., mentre nella Coppa della Regina il Rayo Vallecano viene eliminato dal Barcellona ai quarti di finale.
Hermoso rimane con il Rayo per altre due stagioni, con la squadra che, anche a causa della crisi economica che colpisce i proprietari, perde di competitività nei due campionati seguenti, ottenendo rispettivamente il quarto e il sesto posto, e raggiungendo come migliore obiettivo in Coppa le semifinali nella stagione 2011-2012, eliminate dall'Espanyol ai tiri di rigore prima che conquistassero il loro sesto trofeo ai danni della finalista Levante. Benché la stagione 2013-2014 fosse cominciata con i migliori auspici, le calanti prestazioni della squadra convinsero Hermoso a valutare un suo trasferimento, concretizzatosi durante il successivo calciomercato invernale.
Prima dell'inizio della stagione sottoscrive un accordo con il Tyresö FF per disputare il suo primo campionato all'estero, quello svedese, in Damallsvenskan. In campionato la squadra si conferma tra le più competitive, inseguendo l'LdB Malmö e riuscendo alla fine a raggiungere il secondo posto in classifica e il conseguente accesso alla stagione 2014-2015 di Champions League, tuttavia la società, costretta ad affrontare un difficile periodo nella sua gestione economica, è costretta a drastici tagli per la stagione entrante, decidendo di rinunciare alla Champions, posto che verrà rilevato dal Linköping terzo classificato, e lasciando libere da contratti le sue giocatrici.

### Nazionale
Hermoso inizia ad essere convocata dalla federazione calcistica della Spagna (Real Federación Española de Fútbol - RFEF) per indossare la maglia della formazione Under-19 impegnata alle qualificazioni all'Europeo di Islanda 2007, debuttando il 12 aprile 2007, nella partita vinta 11-0 contro le pari età della Serbia, in occasione del secondo turno di qualificazione. Con le rosse U-19 totalizzerà 4 presenze realizzando 2 reti.
Per il debutto in nazionale maggiore dovrà aspettare il 2011, chiamata dal Commissario tecnico Ignacio Quereda per le qualificazioni all'Europeo di Svezia 2013, facendo il suo debutto il 21 giugno 2012, nell'incontro vinto dalla Spagna per 4-0 sulle avversarie della Turchia. Inserita nel gruppo 2, totalizza 20 punti, grazie alle sei vittorie, due pareggi e due sconfitte, concludendo al secondo posto la fase preliminare dietro la Germania, e ottiene così l'accesso alla fase finale superando la Scozia nello spareggio per l'assegnazione di uno dei tre posti vacanti. Superata al secondo posto il gruppo C nella fase a gironi, il percorso della Spagna si ferma però ai quarti di finale, battuta dalla Norvegia 3-1. Tra qualificazioni e fase finale Hermoso viene impiegata in 8 dei 14 incontri disputati dalla sua nazionale, siglando la sua prima rete il 12 luglio 2013: quella che all'85' porta sul 2-1 il parziale sull'Inghilterra, vinta poi dalle spagnole per 3-2 nei minuti di recupero; segna poi contro la Norvegia al 90+3' il gol della bandiera, riducendo lo scarto nei quarti di finale.
Nell'ottobre 2013 viene nuovamente convocata per le qualificazioni al campionato mondiale, nel Gruppo 2, dove riesce ad ottenere la prima posizione per poter accedere così alla fase finale. La Spagna uscirà però immediatamente dai Mondiali dei 2015, racimolando un solo punto durante la fase a gironi.
Nel 2017 vince l'Algarve Cup e nel 2018 vince la Cyprus Cup.
Nel 2023 viene convocata per il vittorioso mondiale disputato in Australia e Nuova Zelanda, nella cui finale Hermoso si fa parare un calcio di rigore da Mary Earps.

## Statistiche

### Cronologia presenze e reti in nazionale
| Cronologia completa delle presenze e delle reti in nazionale ― Spagna | Cronologia completa delle presenze e delle reti in nazionale ― Spagna | Cronologia completa delle presenze e delle reti in nazionale ― Spagna | Cronologia completa delle presenze e delle reti in nazionale ― Spagna | Cronologia completa delle presenze e delle reti in nazionale ― Spagna | Cronologia completa delle presenze e delle reti in nazionale ― Spagna | Cronologia completa delle presenze e delle reti in nazionale ― Spagna | Cronologia completa delle presenze e delle reti in nazionale ― Spagna |
| Data                                                                  | Città                                                                 | In casa                                                               | Risultato                                                             | Ospiti                                                                | Competizione                                                          | Reti                                                                  | Note                                                                  |
| --------------------------------------------------------------------- | --------------------------------------------------------------------- | --------------------------------------------------------------------- | --------------------------------------------------------------------- | --------------------------------------------------------------------- | --------------------------------------------------------------------- | --------------------------------------------------------------------- | --------------------------------------------------------------------- |
| 21-6-2012                                                             | Madrid                                                                | Spagna                                                                | 4 – 0                                                                 | Turchia                                                               | Qual. Euro 2013                                                       | -                                                                     | 68’                                                                   |
| 20-10-2012                                                            | Glasgow                                                               | Scozia                                                                | 1 – 1                                                                 | Spagna                                                                | Qual. Euro 2013                                                       | -                                                                     |                                                                       |
| 25-10-2012                                                            | Albacete                                                              | Spagna                                                                | 3 – 2                                                                 | Scozia                                                                | Qual. Euro 2013                                                       | -                                                                     | 97’                                                                   |
| 16-1-2013                                                             | Huelva                                                                | Spagna                                                                | 2 – 1                                                                 | Russia                                                                | Amichevole                                                            | 1                                                                     |                                                                       |
| 15-2-2013                                                             | Logroño                                                               | Spagna                                                                | 0 – 0                                                                 | Romania                                                               | Amichevole                                                            | -                                                                     | 83’                                                                   |
| 4-6-2013                                                              | Copenaghen                                                            | Danimarca                                                             | 2 – 2                                                                 | Spagna                                                                | Amichevole                                                            | -                                                                     | 51’ 67’                                                               |
| 12-7-2013                                                             | Stoccolma                                                             | Inghilterra                                                           | 2 – 3                                                                 | Spagna                                                                | Euro 2013 - 1º turno                                                  | 1                                                                     |                                                                       |
| 15-7-2013                                                             | Norrköping                                                            | Spagna                                                                | 0 – 1                                                                 | Francia                                                               | Euro 2013 - 1º turno                                                  | -                                                                     |                                                                       |
| 18-7-2013                                                             | Kalmar                                                                | Russia                                                                | 1 – 1                                                                 | Spagna                                                                | Euro 2013 - 1º turno                                                  | -                                                                     |                                                                       |
| 22-7-2013                                                             | Halmstad                                                              | Norvegia                                                              | 3 – 1                                                                 | Spagna                                                                | Euro 2013 - Quarti di finale                                          | 1                                                                     |                                                                       |
| 26-10-2013                                                            | Elche                                                                 | Spagna                                                                | 6 – 0                                                                 | Estonia                                                               | Qual. Mondiali 2015                                                   | 1                                                                     |                                                                       |
| 31-10-2013                                                            | Granada                                                               | Spagna                                                                | 2 – 0                                                                 | Italia                                                                | Qual. Mondiali 2015                                                   | -                                                                     | 90+1’                                                                 |
| 15-11-2013                                                            | Badajoz                                                               | Spagna                                                                | 1 – 0                                                                 | Romania                                                               | Qual. Mondiali 2015                                                   | -                                                                     | 89’                                                                   |
| 20-11-2013                                                            | Vila-real                                                             | Spagna                                                                | 3 – 2                                                                 | Rep. Ceca                                                             | Qual. Mondiali 2015                                                   | -                                                                     |                                                                       |
| 13-2-2014                                                             | San Sebastián                                                         | Spagna                                                                | 12 – 0                                                                | Macedonia                                                             | Qual. Mondiali 2015                                                   | 2                                                                     | 75’                                                                   |
| 5-4-2014                                                              | Skopje                                                                | Macedonia                                                             | 0 – 10                                                                | Spagna                                                                | Qual. Mondiali 2015                                                   | 3                                                                     |                                                                       |
| 8-5-2014                                                              | Tallinn                                                               | Estonia                                                               | 0 – 5                                                                 | Spagna                                                                | Qual. Mondiali 2015                                                   | 1                                                                     |                                                                       |
| 13-9-2014                                                             | Bucarest                                                              | Romania                                                               | 0 – 2                                                                 | Spagna                                                                | Qual. Mondiali 2015                                                   | -                                                                     | 74’                                                                   |
| 17-9-2014                                                             | Praga                                                                 | Rep. Ceca                                                             | 0 – 1                                                                 | Spagna                                                                | Qual. Mondiali 2015                                                   | -                                                                     | 88’                                                                   |
| 25-4-2015                                                             | Oviedo                                                                | Spagna                                                                | 1 – 0                                                                 | Irlanda                                                               | Amichevole                                                            | 1                                                                     |                                                                       |
| 9-6-2015                                                              | Calgary                                                               | Spagna                                                                | 1 – 1                                                                 | Costa Rica                                                            | Mondiali 2015 - 1º turno                                              | -                                                                     | 73’                                                                   |
| 13-6-2015                                                             | Montréal                                                              | Brasile                                                               | 1 – 0                                                                 | Spagna                                                                | Mondiali 2015 - 1º turno                                              | -                                                                     | 71’                                                                   |
| 17-6-2015                                                             | Ottawa                                                                | Corea del Sud                                                         | 2 – 1                                                                 | Spagna                                                                | Mondiali 2015 - 1º turno                                              | -                                                                     | 62’                                                                   |
| 27-10-2015                                                            | Helsinki                                                              | Finlandia                                                             | 1 – 2                                                                 | Spagna                                                                | Qual. Euro 2017                                                       | -                                                                     | 89’                                                                   |
| 26-11-2015                                                            | Dublino                                                               | Irlanda                                                               | 0 – 3                                                                 | Spagna                                                                | Qual. Euro 2017                                                       | 1                                                                     |                                                                       |
| 1-12-2015                                                             | Getafe                                                                | Spagna                                                                | 2 – 0                                                                 | Portogallo                                                            | Qual. Euro 2017                                                       | -                                                                     | 58’                                                                   |
| 24-1-2016                                                             | Podgorica                                                             | Montenegro                                                            | 0 – 7                                                                 | Spagna                                                                | Qual. Euro 2017                                                       | 1                                                                     | 65’                                                                   |
| 8-4-2016                                                              | Lisbona                                                               | Portogallo                                                            | 1 – 4                                                                 | Spagna                                                                | Qual. Euro 2017                                                       | -                                                                     | 64’                                                                   |
| 12-4-2016                                                             | Madrid                                                                | Spagna                                                                | 3 – 0                                                                 | Irlanda                                                               | Qual. Euro 2017                                                       | 1                                                                     | 72’                                                                   |
| 15-9-2016                                                             | Bilbao                                                                | Spagna                                                                | 13 – 0                                                                | Montenegro                                                            | Qual. Euro 2017                                                       | 2                                                                     | 59’                                                                   |
| 20-9-2016                                                             | Salamanca                                                             | Spagna                                                                | 5 – 0                                                                 | Finlandia                                                             | Qual. Euro 2017                                                       | 1                                                                     | 77’                                                                   |
| 25-10-2016                                                            | Valladolid                                                            | Spagna                                                                | 1 – 2                                                                 | Inghilterra                                                           | Amichevole                                                            | -                                                                     | 63’                                                                   |
| 26-11-2016                                                            | Décines-Charpieu                                                      | Francia                                                               | 1 – 0                                                                 | Spagna                                                                | Amichevole                                                            | -                                                                     | 81’                                                                   |
| 1-3-2017                                                              | Parchal                                                               | Giappone                                                              | 1 – 2                                                                 | Spagna                                                                | Algarve Cup 2017 - 1º turno                                           | -                                                                     | 46’                                                                   |
| 4-3-2017                                                              | Faro                                                                  | Spagna                                                                | 3 – 0                                                                 | Norvegia                                                              | Algarve Cup 2017 - 1º turno                                           | 1                                                                     | 85’                                                                   |
| 8-3-2017                                                              | Faro                                                                  | Spagna                                                                | 1 – 0                                                                 | Canada                                                                | Algarve Cup 2017 - Finale 3º posto                                    | -                                                                     |                                                                       |
| 8-4-2017                                                              | Bruxelles                                                             | Belgio                                                                | 1 – 4                                                                 | Spagna                                                                | Amichevole                                                            | 1                                                                     |                                                                       |
| 10-6-2017                                                             | Cartagena                                                             | Spagna                                                                | 1 – 2                                                                 | Brasile                                                               | Amichevole                                                            | -                                                                     |                                                                       |
| 19-7-2017                                                             | Doetinchem                                                            | Spagna                                                                | 2 – 0                                                                 | Portogallo                                                            | Euro 2017 - 1º turno                                                  | -                                                                     | 64’                                                                   |
| 23-7-2017                                                             | Eindhoven                                                             | Inghilterra                                                           | 2 – 0                                                                 | Spagna                                                                | Euro 2017 - 1º turno                                                  | -                                                                     |                                                                       |
| 27-7-2017                                                             | Utrecht                                                               | Scozia                                                                | 1 – 0                                                                 | Spagna                                                                | Euro 2017 - 1º turno                                                  | -                                                                     | 46’                                                                   |
| 30-7-2017                                                             | Tilburg                                                               | Austria                                                               | 0 – 0                                                                 | Spagna                                                                | Euro 2017 - Quarti di finale                                          | -                                                                     | 76’                                                                   |
| 18-9-2017                                                             | Saint-Denis                                                           | Francia                                                               | 3 – 1                                                                 | Spagna                                                                | Amichevole                                                            | -                                                                     |                                                                       |
| 23-10-2017                                                            | Ramat Gan                                                             | Israele                                                               | 0 – 6                                                                 | Spagna                                                                | Qual. Mondiali 2019                                                   | 2                                                                     |                                                                       |
| 24-11-2017                                                            | Belgrado                                                              | Serbia                                                                | 1 – 2                                                                 | Spagna                                                                | Qual. Mondiali 2019                                                   | 1                                                                     |                                                                       |
| 28-11-2017                                                            | Palma di Maiorca                                                      | Spagna                                                                | 4 – 0                                                                 | Austria                                                               | Qual. Mondiali 2019                                                   | -                                                                     |                                                                       |
| 15-2-2018                                                             | Leganés                                                               | Spagna                                                                | 2 – 0                                                                 | Paesi Bassi                                                           | Amichevole                                                            | -                                                                     |                                                                       |
| 6-4-2018                                                              | Helsinki                                                              | Finlandia                                                             | 0 – 2                                                                 | Spagna                                                                | Qual. Mondiali 2019                                                   | -                                                                     | 71’                                                                   |
| 10-4-2018                                                             | Wiener Neustadt                                                       | Austria                                                               | 0 – 1                                                                 | Spagna                                                                | Qual. Mondiali 2019                                                   | 1                                                                     |                                                                       |
| 7-6-2018                                                              | Gijón                                                                 | Spagna                                                                | 2 – 0                                                                 | Israele                                                               | Qual. Mondiali 2019                                                   | -                                                                     | 82’                                                                   |
| 31-8-2018                                                             | Santander                                                             | Spagna                                                                | 5 – 1                                                                 | Finlandia                                                             | Qual. Mondiali 2019                                                   | 1                                                                     | 63’                                                                   |
| 4-9-2018                                                              | Madrid                                                                | Spagna                                                                | 3 – 0                                                                 | Serbia                                                                | Qual. Mondiali 2019                                                   | 2                                                                     |                                                                       |
| 18-1-2019                                                             | Valencia                                                              | Spagna                                                                | 1 – 1                                                                 | Belgio                                                                | Amichevole                                                            | -                                                                     |                                                                       |
| 22-1-2019                                                             | Alicante                                                              | Spagna                                                                | 0 – 1                                                                 | Stati Uniti                                                           | Amichevole                                                            | -                                                                     | 75’                                                                   |
| 27-2-2019                                                             | Parchal                                                               | Spagna                                                                | 2 – 0                                                                 | Paesi Bassi                                                           | Algarve Cup 2019 - 1º turno                                           | 2                                                                     | 74’                                                                   |
| 1-3-2019                                                              | Lagos                                                                 | Polonia                                                               | 3 – 0                                                                 | Spagna                                                                | Algarve Cup 2019 - 1º turno                                           | -                                                                     | 59’                                                                   |
| 6-3-2019                                                              | Lagos                                                                 | Spagna                                                                | 2 – 0                                                                 | Svizzera                                                              | Algarve Cup 2019 - 1º turno                                           | 1                                                                     | 39’ 80’                                                               |
| 5-4-2019                                                              | Cordova                                                               | Spagna                                                                | 2 – 1                                                                 | Brasile                                                               | Amichevole                                                            | -                                                                     |                                                                       |
| 9-4-2019                                                              | Milton Keynes                                                         | Inghilterra                                                           | 2 – 1                                                                 | Spagna                                                                | Amichevole                                                            | -                                                                     |                                                                       |
| 24-5-2019                                                             | Siviglia                                                              | Spagna                                                                | 0 – 0                                                                 | Canada                                                                | Amichevole                                                            | -                                                                     |                                                                       |
| 2-6-2019                                                              | Ourense                                                               | Spagna                                                                | 1 – 1                                                                 | Giappone                                                              | Amichevole                                                            | -                                                                     |                                                                       |
| 8-6-2019                                                              | Bordeaux                                                              | Spagna                                                                | 3 – 1                                                                 | Sudafrica                                                             | Mondiali 2019 - 1º turno                                              | 2                                                                     |                                                                       |
| 12-6-2019                                                             | Valenciennes                                                          | Germania                                                              | 1 – 0                                                                 | Spagna                                                                | Mondiali 2019 - 1º turno                                              | -                                                                     |                                                                       |
| 17-6-2019                                                             | Le Havre                                                              | Cina                                                                  | 0 – 0                                                                 | Spagna                                                                | Mondiali 2019 - 1º turno                                              | -                                                                     |                                                                       |
| 24-6-2019                                                             | Reims                                                                 | Spagna                                                                | 1 – 2                                                                 | Stati Uniti                                                           | Mondiali 2019 - Ottavi di finale                                      | 1                                                                     |                                                                       |
| 4-10-2019                                                             | La Coruña                                                             | Spagna                                                                | 4 – 0                                                                 | Azerbaigian                                                           | Qual. Euro 2022                                                       | -                                                                     | 78’                                                                   |
| 8-10-2019                                                             | Teplice                                                               | Rep. Ceca                                                             | 1 – 5                                                                 | Spagna                                                                | Qual. Euro 2022                                                       | 1                                                                     |                                                                       |
| 12-11-2019                                                            | Poznań                                                                | Polonia                                                               | 0 – 0                                                                 | Spagna                                                                | Qual. Euro 2022                                                       | -                                                                     |                                                                       |
| 5-3-2020                                                              | Nashville                                                             | Spagna                                                                | 3 – 1                                                                 | Giappone                                                              | Amichevole                                                            | -                                                                     | 67’                                                                   |
| 8-3-2020                                                              | Detroit                                                               | Stati Uniti                                                           | 1 – 0                                                                 | Spagna                                                                | Amichevole                                                            | -                                                                     |                                                                       |
| 11-3-2020                                                             | Houston                                                               | Inghilterra                                                           | 0 – 1                                                                 | Spagna                                                                | Amichevole                                                            | -                                                                     | 69’                                                                   |
| 19-9-2020                                                             | Chișinău                                                              | Moldavia                                                              | 0 – 9                                                                 | Spagna                                                                | Qual. Euro 2022                                                       | 1                                                                     | 73’                                                                   |
| 27-11-2020                                                            | Toledo                                                                | Spagna                                                                | 10 – 0                                                                | Moldavia                                                              | Qual. Euro 2022                                                       | 3                                                                     |                                                                       |
| 18-2-2021                                                             | Baku                                                                  | Azerbaigian                                                           | 0 – 13                                                                | Spagna                                                                | Qual. Euro 2022                                                       | 1                                                                     |                                                                       |
| 23-2-2021                                                             | Getafe                                                                | Spagna                                                                | 3 – 0                                                                 | Polonia                                                               | Qual. Euro 2022                                                       | 2                                                                     | 77’                                                                   |
| 9-4-2021                                                              | Madrid                                                                | Spagna                                                                | 1 – 0                                                                 | Paesi Bassi                                                           | Amichevole                                                            | -                                                                     |                                                                       |
| 21-10-2021                                                            | San Sebastián                                                         | Spagna                                                                | 3 – 0                                                                 | Marocco                                                               | Amichevole                                                            | 1                                                                     | 72’                                                                   |
| 26-10-2021                                                            | Kiev                                                                  | Ucraina                                                               | 0 – 6                                                                 | Spagna                                                                | Qual. Mondiali 2023                                                   | 1                                                                     | 71’                                                                   |
| 30-11-2021                                                            | Siviglia                                                              | Spagna                                                                | 8 – 0                                                                 | Scozia                                                                | Qual. Mondiali 2023                                                   | 1                                                                     |                                                                       |
| 17-2-2022                                                             | Middlesbrough                                                         | Germania                                                              | 1 – 1                                                                 | Spagna                                                                | Amichevole                                                            | -                                                                     | 58’                                                                   |
| 20-2-2022                                                             | Norwich                                                               | Inghilterra                                                           | 0 – 0                                                                 | Spagna                                                                | Amichevole                                                            | -                                                                     | 87’                                                                   |
| 12-4-2022                                                             | Glasgow                                                               | Scozia                                                                | 0 – 2                                                                 | Spagna                                                                | Qual. Mondiali 2023                                                   | 2                                                                     |                                                                       |
| 2-9-2022                                                              | Siviglia                                                              | Spagna                                                                | 3 – 0                                                                 | Ungheria                                                              | Qual. Mondiali 2023                                                   | -                                                                     | 65’                                                                   |
| 6-9-2022                                                              | Madrid                                                                | Spagna                                                                | 5 – 0                                                                 | Ucraina                                                               | Qual. Mondiali 2023                                                   | 1                                                                     |                                                                       |
| 19-2-2023                                                             | Sydney                                                                | Australia                                                             | 3 – 2                                                                 | Spagna                                                                | Amichevole                                                            | -                                                                     |                                                                       |
| 22-2-2023                                                             | Newcastle upon Tyne                                                   | Rep. Ceca                                                             | 0 – 3                                                                 | Spagna                                                                | Amichevole                                                            | -                                                                     | 60’                                                                   |
| 6-4-2023                                                              | Ibiza                                                                 | Spagna                                                                | 4 – 2                                                                 | Norvegia                                                              | Amichevole                                                            | 2                                                                     | 84’                                                                   |
| 5-7-2023                                                              | Copenaghen                                                            | Danimarca                                                             | 0 – 2                                                                 | Spagna                                                                | Amichevole                                                            | -                                                                     |                                                                       |
| 21-7-2023                                                             | Wellington                                                            | Spagna                                                                | 3 – 0                                                                 | Costa Rica                                                            | Mondiali 2023 - 1º turno                                              | -                                                                     |                                                                       |
| 26-7-2023                                                             | Auckland                                                              | Spagna                                                                | 5 – 0                                                                 | Zambia                                                                | Mondiali 2023 - 1º turno                                              | 2                                                                     |                                                                       |
| 31-7-2023                                                             | Wellington                                                            | Giappone                                                              | 4 – 0                                                                 | Spagna                                                                | Mondiali 2023 - 1º turno                                              | -                                                                     |                                                                       |
| 5-8-2023                                                              | Auckland                                                              | Svizzera                                                              | 1 – 5                                                                 | Spagna                                                                | Mondiali 2023 - Ottavi di finale                                      | 1                                                                     | 77’                                                                   |
| 11-8-2023                                                             | Wellington                                                            | Spagna                                                                | 2 – 1 dts                                                             | Paesi Bassi                                                           | Mondiali 2023 - Quarti di finale                                      | -                                                                     |                                                                       |
| 15-8-2023                                                             | Auckland                                                              | Spagna                                                                | 2 – 1                                                                 | Svezia                                                                | Mondiali 2023 - Semifinale                                            | -                                                                     |                                                                       |
| 20-8-2023                                                             | Sydney                                                                | Spagna                                                                | 1 – 0                                                                 | Inghilterra                                                           | Mondiali 2023 - Finale                                                | -                                                                     |                                                                       |
| 27-10-2023                                                            | Salerno                                                               | Italia                                                                | 0 – 1                                                                 | Spagna                                                                | UEFA Women's Nations League 2023-2024 - 1º turno                      | 1                                                                     | 68’                                                                   |
| 31-10-2023                                                            | Zurigo                                                                | Svizzera                                                              | 1 – 7                                                                 | Spagna                                                                | UEFA Women's Nations League 2023-2024 - 1º turno                      | -                                                                     | 84’                                                                   |
| 1-12-2023                                                             | Pontevedra                                                            | Spagna                                                                | 2 – 3                                                                 | Italia                                                                | UEFA Women's Nations League 2023-2024 - 1º turno                      | -                                                                     |                                                                       |
| 5-12-2023                                                             | Malaga                                                                | Spagna                                                                | 5 – 3                                                                 | Svezia                                                                | UEFA Women's Nations League 2023-2024 - 1º turno                      | -                                                                     | 60’                                                                   |
| 23-2-2024                                                             | Siviglia                                                              | Spagna                                                                | 3 – 0                                                                 | Paesi Bassi                                                           | UEFA Women's Nations League 2023-2024 - Semifinale                    | 1                                                                     | 73’                                                                   |
| 28-2-2024                                                             | Siviglia                                                              | Spagna                                                                | 2 – 0                                                                 | Francia                                                               | UEFA Women's Nations League 2023-2024 - Finale                        | -                                                                     | 86’                                                                   |
| 5-4-2024                                                              | Heverlee                                                              | Belgio                                                                | 0 – 7                                                                 | Spagna                                                                | Qual. Euro 2025                                                       | 1                                                                     | 62’                                                                   |
| 9-4-2024                                                              | Burgos                                                                | Spagna                                                                | 3 – 1                                                                 | Rep. Ceca                                                             | Qual. Euro 2025                                                       | 1                                                                     |                                                                       |
| 31-5-2024                                                             | Vejle                                                                 | Danimarca                                                             | 0 – 2                                                                 | Spagna                                                                | Qual. Euro 2025                                                       | 1                                                                     | 86’                                                                   |
| 31-7-2024                                                             | Bordeaux                                                              | Brasile                                                               | 0 – 2                                                                 | Spagna                                                                | Olimpiadi 2024 - 1º turno                                             | -                                                                     | 59’                                                                   |
| 3-8-2024                                                              | Lione                                                                 | Spagna                                                                | 2 – 2 dts (4 – 2 dtr)                                                 | Colombia                                                              | Olimpiadi 2024 - Quarti di finale                                     | 1                                                                     | 65’                                                                   |
| 6-8-2024                                                              | Marsiglia                                                             | Brasile                                                               | 4 – 2                                                                 | Spagna                                                                | Olimpiadi 2024 - Semifinale                                           | -                                                                     |                                                                       |
| 9-8-2024                                                              | Décines-Charpieu                                                      | Spagna                                                                | 0 – 1                                                                 | Germania                                                              | Olimpiadi 2024 - Finale 3º posto                                      | -                                                                     |                                                                       |
| 25-10-2024                                                            | Almendralejo                                                          | Spagna                                                                | 1 – 1                                                                 | Canada                                                                | Amichevole                                                            | -                                                                     | 75’                                                                   |
| Totale                                                                |                                                                       | Presenze                                                              | 123                                                                   |                                                                       | Reti                                                                  | 57                                                                    |                                                                       |

## Palmarès

### Club

#### Competizioni nazionali
- Campionato spagnolo: 6

Rayo Vallecano: 2010-2011
Barcellona: 2013-2014, 2014-2015, 2020-2021, 2021-2022
Atlético Madrid: 2018-2019
- Coppa di Francia: 1

Paris Saint-Germain: 2017-2018
- Coppa della Regina: 3

Barcellona: 2014, 2019-2020, 2020-2021

#### Competizioni internazionali
- UEFA Women's Champions League: 1

Barcellona: 2020-2021

### Nazionale
- Algarve Cup: 1

2017
- Cyprus Cup: 1

2018
- Campionato mondiale: 1

2023
- UEFA Women's Nations League: 1

2023-2024

### Individuale
- Capocannoniere Primera División: 3

Barcellona: 2015-2016 (24 reti), 2016-2017 (35 reti)
Atlético Madrid: 2018-2019 (24 reti)
- Capocannoniere dell'Algarve Cup: 1

2019 (3 reti a pari merito con Mimmi Larsson)
- UEFA Club Football Awards: 1

Miglior attaccante: 2020-2021
- Premio Sócrates: 1

2024

## Controversie
In occasione dei festeggiamenti successivi alla vittoria dei Mondiali del 2023, Hermoso viene baciata in diretta tv e senza consenso dall'allora presidente della Federazione calcistica della Spagna Luis Rubiales; contestualmente emerge un panorama di maltrattamenti e molestie all'interno dello staff della selezione femminile. A tale proposito il 1° novembre 2024 esce in esclusiva Netflix il documentario Se acabó: Diario de las campeonas, a cui Hermoso prende parte insieme ad altre sette sue compagne della nazionale spagnola campionessa dell'anno passato, oltre a due calciatrici che avevano rifiutato la convocazione al Mondiale. Viene qui smascherata la situazione della nazionale femminile spagnola, che ha poi portato le calciatrici a firmare una richiesta di esonero agli indirizzi del ct Jorge Vilda e ha portato alle dimissioni di Rubiales stesso.

## Filmografia

### Televisione
- Se acabó: Diario de las campeonas - docufilm (2024)